# Megachile nasica
Megachile nasica är en biart som beskrevs av Morawitz 1880. Megachile nasica ingår i släktet tapetserarbin, och familjen buksamlarbin. Inga underarter finns listade i Catalogue of Life.